# Biserica Sfânta Treime din Pitești
Biserica Sfânta Treime din Pitești este un monument istoric din secolul al XVII-lea, cunoscută și cu denumirea de Schitul Beștelei sau Biserica de pe Scoroboaia, și este situată în centrul orașului Pitești. Biserica este înscrisă în lista monumentelor istorice din județul Argeș și are codul LMI  AG-II-a-A-13421.
Biserica a fost ctitorită de Matei Basarab în 1666, anul în care a avut loc prima atestare documentară a lăcașului de cult.

## Scurt istoric
Biserica parohială cu hramul „Sfânta Treime”, cunoscută și sub numele de Schitul Beștelei, a fost construită inițial din lemn, înainte de 1626, apoi zidită, între anii 1679-1684 de Ianache Vistierul, cu materiale de la mănăstirea Trivalea, strânse de mitropolitul Varlaam, (1672-1679) considerat ctitorul lăcașului de cult.
În anul 1732, schitul a fost restaurat de familia Beștelei, iar datorită acestui fapt, va purta numele noilor ctitori. Ulterior, lăcașul de cult a fost dărâmat în urma cutremurului din anul 1827, fiind rezidit de arhimandritul Terotei între anii 1854-1856. Continuând să rămână metoh, în anul 1862, schitul piteștean a fost din nou restaurat, de către Policarp, egumenul mânăstirii Mihai Vodă din București. Începând cu anul 1974, biserica Sfânta Treime a cunoscut o perioadă de intensă restaurare, în timpul acestei restaurări fiind pusă în valoare pictura murală din anul 1732. Tot în această perioadă  s-a refăcut din zid turla clopotniței (la ea se ajunge pe o scară construită în grosimea peretelui din stânga pronaosului) și s-a adăugat pridvorul, realizat în stilul arhitecturii tradiționale românești. La construcția pridvorului s-a folosit calcarul de Albesti, dând o notă aparte fațadei monumentului. În anul 1984 s-a încheiat restaurarea zidului de incintă, ridicat din cărămidă și bolovani de râu.
În anul 1862, după secularizarea averilor mânăstirești, egumenul Policarp, al mânăstirii Mihai Vodă a dispus schimbări majore ale arhitecturii bisericii prin adăugarea unui exonartex și a unui pridvor, supraînălțarea zidurilor bisericii, dar și modificarea modenaturii medievale prin raderea ciubucelor de pe fațade, decorație în stil romantic și modificarea golurilor ferestrelor, tot în acest an, lăcașul sfânt devenind și biserică de mir. După aceste modificări ale arhitecturii din 1862, s-a trecut și la restaurarea picturii prin realizarea unei picturi în altar și naos.

## Arhitectură
Edificiul se bazează pe un plan treflat, cu abside poligonale, absida altarului fiind decroșată; pronaos, pridvor închis, turlă-clopotniță de mari dimensiuni, amplasată deasupra pronaosului. În exterior, decorația este simplă, în registrul inferior existând firide dreptunghiulare, iar în registrul superior, firide arcuite marcate prin muluri.
Altarul este alcătuit în interior dintr-o absidă semircirculară, iar în exterior  se observă o absidă care este pentagonală, fiind acoperită cu o semicalotă spre est. Acesta este luminat printr-o fereastră amplasată în axul est, mărginită la exterior de ancadrament de piatră, iar la interior de glafuri drepte acoperite de un arc tronconic.
Naosul este evidențiat de o boltă semisferică iar cele patru arce se descarcă în patru colțuri prin pile de zidărie după modelul „Cozia”,iar arcele de nord și sud sunt consolidate cu cele două abside ale naosului (acoperite cu semicalote) ce preiau împingerile laterale ale bolții.
Pronaosul este acoperit cu o boltă susținută de 4 arce colaterale cu bazele în console înfipte în zidurile bisericii, iluminarea realizându-se prin ferestre ce dau spre nord și sud..
Intrarea în biserică se face prin partea de vest a pronaosului,  printr-un  portal din Piatra de Albești.

## Pictura
La începutul secolului al XIX-lea biserica a fost pictată în frescă, de o echipă de zugravi, al căror nume apare scris în colțul de sud-est al pronaosului. Pictura bisericii, ce se caracterizează printr-o cromatică sobră, a fost refăcută în întregime în perioada dintre anii 1862-1864, în ulei de către Dimitrie Ioan, urmând ca din anul 1898, să se efectueze o lucrare de curățire a picturii.
În altar (pictura nouă) este reprezentată pe boltă Maica Domnului cu pruncul Iisus, încadrați de doi arhangheli. Pe arcul dinspre vest apare în cheie Dumnezeu Savaot și mai jos proorocii David și Solomon. Sub boltă există o friză cu ierarhi, iar dedesubt un registru cu serafimi flancat spre tâmplă de jertfa lui Cain și Abel și a lui Avraam (nord).
Sfinții în picioare de pe hemiciclu sunt arhidiaconii Ștefan și Laurențiu și ierarhii Grigore, Vasile cel Mare, Ioan Gură de Aur și Nicolae.